# Cévnaté rostliny
Cévnaté rostliny (Tracheophyta) jsou velice početnou a úspěšnou skupinou vyšších rostlin (embryofyt), které na souši prošly obrovským rozmachem a dnes jsou ve většině suchozemských ekosystémů dominantní skupinou určující jejich ráz. K úspěchu jim dopomohlo několik charakteristických evolučních inovací, které jim umožnily lépe hospodařit s vodou a dosahovat větších (až obrovských) rozměrů. Novotvarem u cévnatých rostlin je kořen, složitý orgán tvořený buňkami různých typů, jímž čerpají vodu s rozpuštěnými minerálními látkami, jejichž vstup do těla mohou díky částečně hydrofobním buněčným stěnám buněk endodermis dobře regulovat. Přijaté roztoky jsou dále po těle rozváděny cévicemi, případně cévami xylému; organické látky vytvářené během procesu fotosyntézy jsou rozváděny odlišným typem vodivého pletiva, floémem. Právě přítomnost těchto vodivých pletiv dala celé skupině jméno (pravé cévy se nicméně nacházejí takřka výhradně u zástupců jediné linie cévnatých: u krytosemenných). Dalším důležitým znakem cévnatých je schopnost tvorby dodatečné, tzv. sekundární buněčné stěny zpevněné ligninem. Ta vyztužuje jednak vodivé elementy xylému, jednak umožňuje vytvářet velice pevné pletivo, sklerenchym, s ochrannou a mechanickou (podpůrnou) rolí. Díky kombinaci těchto evolučních zdokonalení jsou cévnaté rostliny schopny dosahovat velikých rozměrů (přestože řada jich je drobných) a osidlovat nejrůznější ekosystémy.   
Sesterskou větví cévnatých rostlin jsou mechorosty – ve srovnání s nimi dobře vynikne evoluční plasticita a úspěšnost cévnatých. Na rozdíl od mechorostů převládá v životním cyklu (rodozměně) cévnatých diploidní sporofyt. Cévnaté rostliny jsou v dnešní přírodě zastoupeny jednak skupinou plavuní, jednak skupinou Euphyllophyta, kam patří kapradiny (včetně přesliček) a semenné rostliny (nahosemenné a krytosemenné).  
Nejstarší pozůstatky cévnatých jsou známy ze starších prvohor, fragmentární nálezy je dokládají nejspíše již z ordoviku, podstatně lépe zachované nálezy jsou silurského stáří. K jejich velkému rozmachu dochází v devonu i v následujících epochách.   

## Charakteristika
Během jejich prvohorního vývoje došlo u cévnatých rostlin ke vzniku řady zásadních evolučních inovací, jimiž se odlišily od svých prapředků i od své sesterské skupiny, mechorostů. K důležitým synapomorfiím cévnatých rostlin patří zejména:
- dlouhověký, samostatný a větvený sporofyt dominující v průběhu rodozměny nad gametofytem
- schopnost produkce druhotně zesílené sekundární buněčné stěny impregnované ligninem
- přítomnost specializovaných vodivých pletiv v těle
- ukotvení v zemi kořenem uvnitř s diferencovanou vrstvičkou endodermálních buněk umožňujících regulovat příjem látek

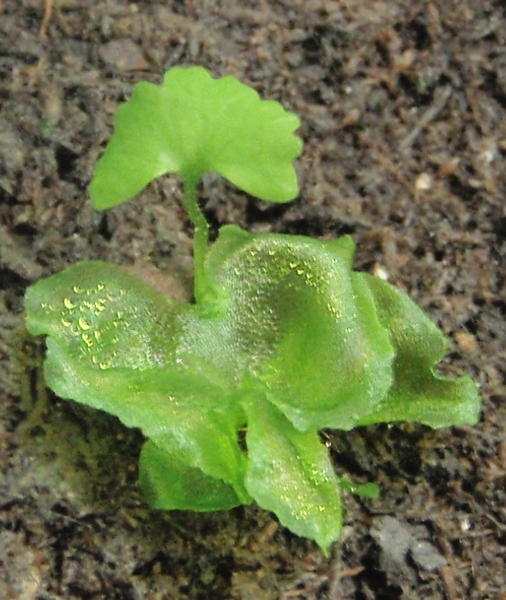
Z plochého gametofytu kapradiny již vyčnívá první list jeho potomka, mladičkého sporofytu, který brzy gametofyt přeroste

### Sporofyt

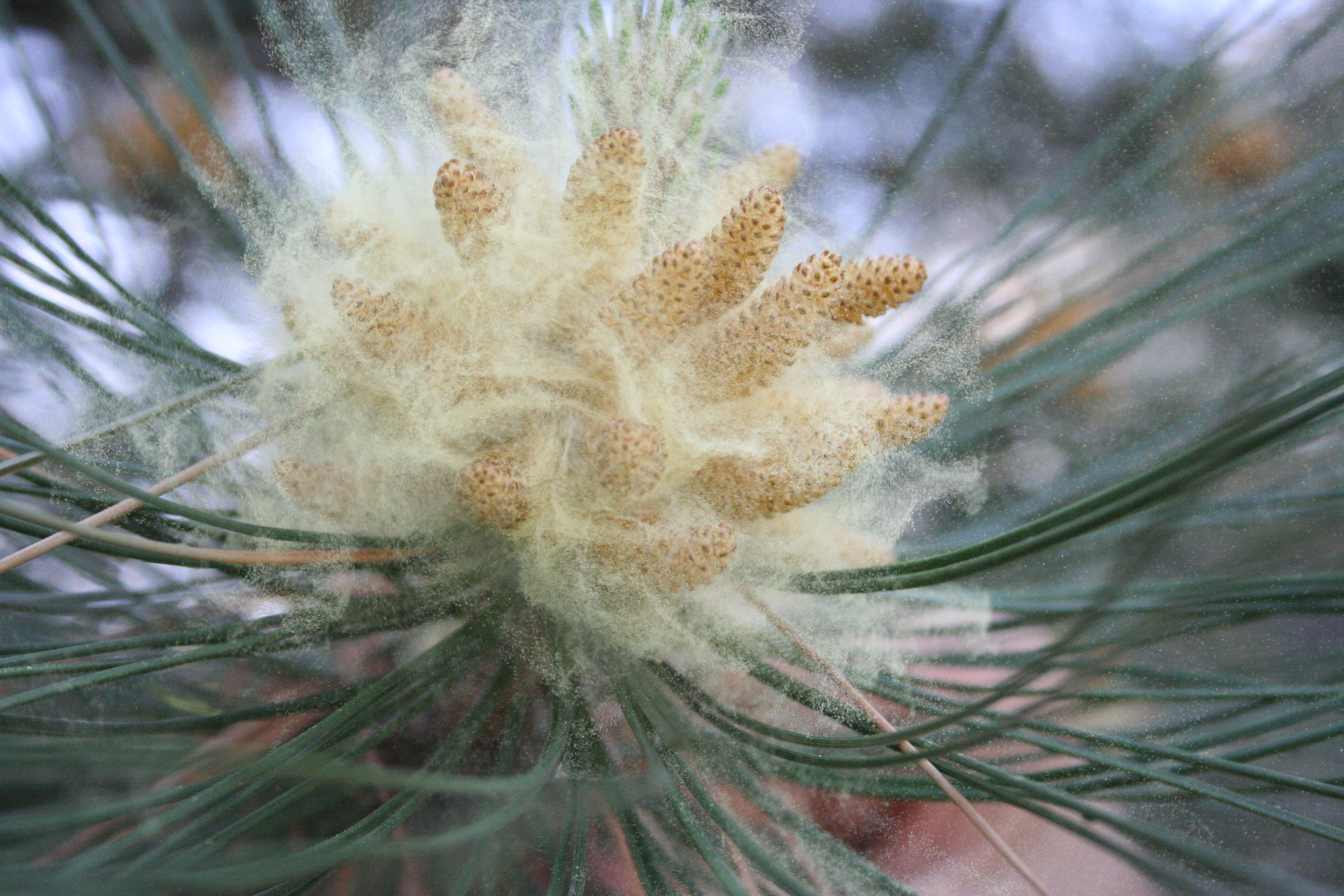
Ze samčích šištic vzrostlého sporofytu borovice se sypou mikroskopické gametofyty – zralá pylová zrna

Tak jako další vyšší rostliny procházejí i cévnaté rostliny haplo-diplontní rodozměnou, během níž se střídají dvě mnohobuněčná stádia s odlišnou ploidií: diploidní sporofyt a haploidní gametofyt. Na rozdíl od mechorostů, kde hraje dominantní roli gametofyt, došlo u cévnatých k potlačení role gametofytu na úkor sporofytu. Sporofyt je gametofytem obklopen a vyživován jen krátce, záhy se osamostatňuje a pomocí fotosyntézy se vyživuje sám. Je větší a výraznější než gametofyt. U pokročilejších cévnatých rostlin, konkrétně u rostlin semenných, začne být naopak mikroskopický gametofyt plně závislý na sporofytu, který jej vyživuje a chrání.

Sporofyt cévnatých rostlin je navíc větvený, na rozdíl od jednoduchého sporofytu mechorostů zakončeného jedinou tobolkou s výtrusy nese vícero výtrusnic. Větvený sporofyt měly i některé fosilní rostliny (např. Aglaophyton), které sice nejsou řazeny přímo mezi cévnaté, ale jsou považovány za jejich blízké příbuzné (společně pak tvoří skupinu Polysporangiophyta).

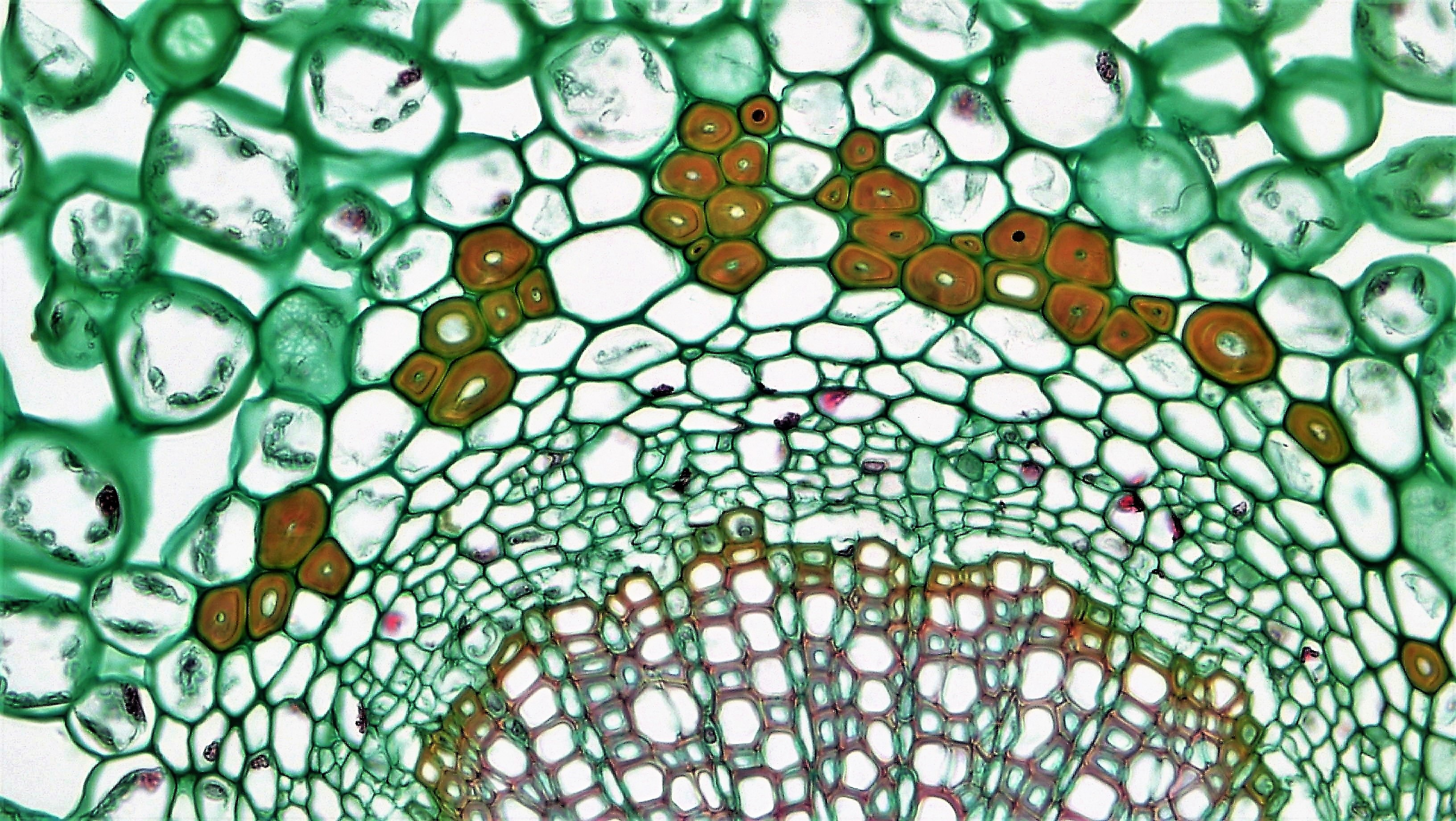
Na tomto anatomickém mikrosnímku (řez listem ptačího zobu) jsou červeně obarveny sekundární buněčné stěny; nejnápadnější jsou ve svazcích sklerenchymatických vláken v horní polovině obrázku, méně vyvinuté jsou ve vodivých buňkách xylému (dole)

### Sekundární buněčná stěna
Cévnaté rostliny produkují odolná mechanická pletiva, která mají ochrannou i podpůrnou roli (čímž umožňují cévnatým rostlinám dosahovat značných rozměrů). Nejvíce specializovaným pletivem je v tomto ohledu sklerenchym, pletivo tvořené odumřelými buňkami se silně ztlustlou buněčnou stěnou. Tyto buňky po dosažení konečné velikosti a po dokončení syntézy standardní, relativně tenké primární buněčné stěny vylučují další vrstvu buněčné stěny, která je označována jako sekundární. Její důležitou zpevňující složkou je kromě celulózy lignin, mechanicky i chemicky odolný polymer fenolických sloučenin. Kromě sklerenchymu vyztužuje sekundární buněčná stěna také buňky vodivých elementů xylému (viz níže).
Pro vzpřímený růst cévnatých rostlin je důležité i zpevnění primární buněčné stěny pomocí makromolekul pektinů (zejména rhamnogalakturonanu II) propojených molekulami kyseliny borité. Tyto pektiny se v malé koncentraci dají prokázat i v buněčných stěnách mechorostů, u cévnatých rostlin jsou obsaženy v mnohem větším množství.

### Vodivá pletiva

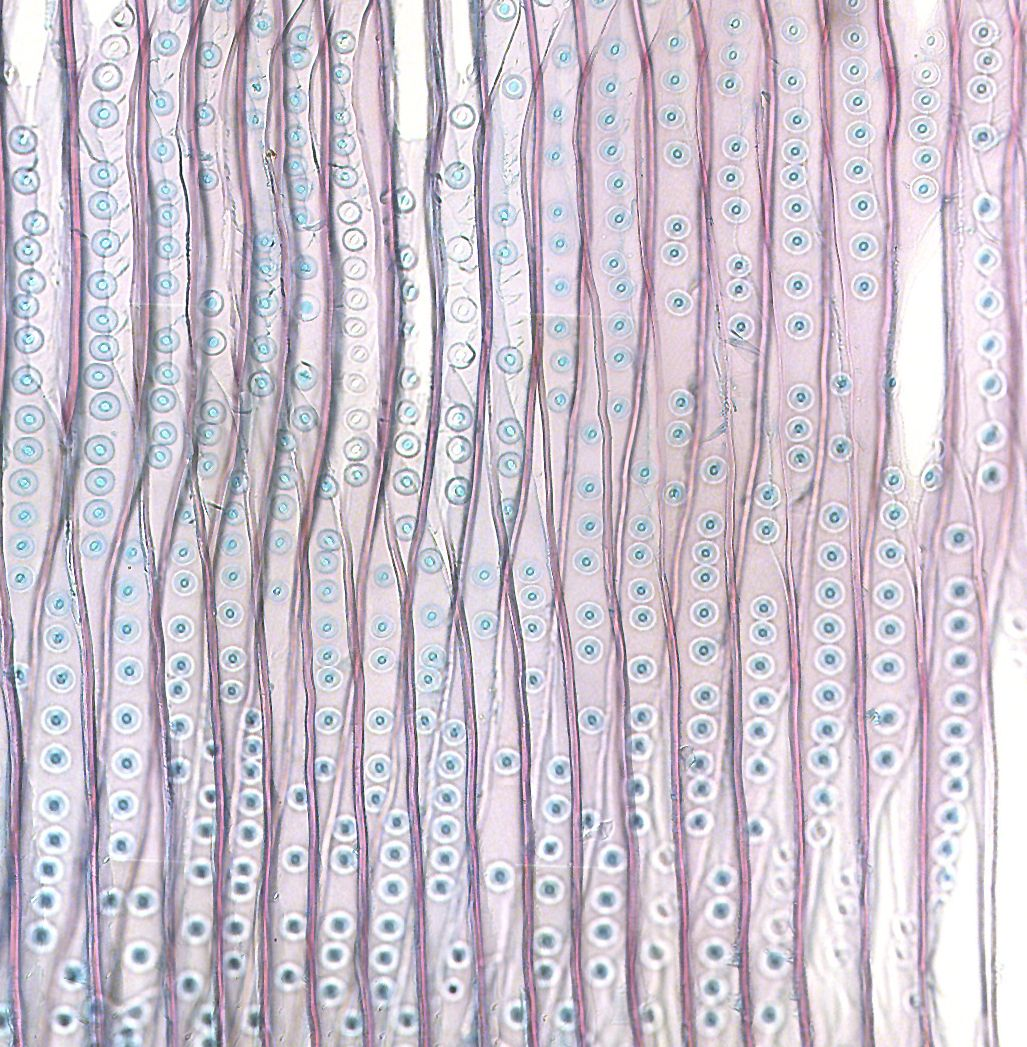
Cévice ve dřevě jedle

Cévnaté rostliny jsou pojmenovány právě podle přítomnosti cévních svazků, dobře diferencovaných specializovaných pletiv, která jejich tělem vedou roztoky: jak vodní roztoky minerálních látek čerpané z půdy (ty rozvádí xylém), tak roztoky obsahující organické látky vytvořené během fotosyntézy (rozváděné floémem). Vodivé buňky xylému jsou protažené, navazují na sebe a podobně jako sklerenchymatické buňky mají vytvořenou ligninem vyztuženou sekundární buněčnou stěnu a za plné zralosti jsou mrtvé. Jednodušším, evolučně původnějším a obecně rozšířeným typem vodivých buněk xylému jsou cévice, jejichž buňky si mezi sebou předávají roztok drobnými póry (zvanými tečky) v buněčné stěně, v zásadě plazmodezmaty. Odvozenější cévy mají mezi jednotlivými elementy mnohem rozsáhlejší perforace stěny, které umožňují výrazně efektivnější vedení roztoků. Cévy se nacházejí především u drtivé většiny krytosemenných rostlin, ale také (nezávislé vzniklé) u liánovcotvarých a u některých přesliček a (dalších) kapradin.
Vodivé elementy floému jsou opět protažené buňky, ale mají jen primární buněčnou stěnu. V době své zralosti jsou bezjaderné. Mezi sebou jsou vodivě propojeny políčky pórů, které jsou lemovány vrstvičkou kalózy (polysacharidu blízkého složením celulóze). U tzv. sítkových buněk jsou póry (rozšířená plazmodezmata) i jejich skupiny (sítková políčka) relativně drobná, u pokročilejších sítkovic vyskytujících se u krytosemenných jsou póry nápadně větší (jednotky μm) a tvoří buď sítková políčka nebo jedno sítko na rozhraní dvou sítkovic.

Dodejme, že i u některých mechorostů se vyskytují v gametofytu (u mechů někdy i ve sporofytu) specializované buňky vedoucí roztoky, a to jak buňky rozvádějící roztoky minerálních látek (hydroidy), tak roztoky asimilátů (leptoidy). Mají však odlišnou (jednodušší) stavbu nežli vodivé buňky xylému a floému.

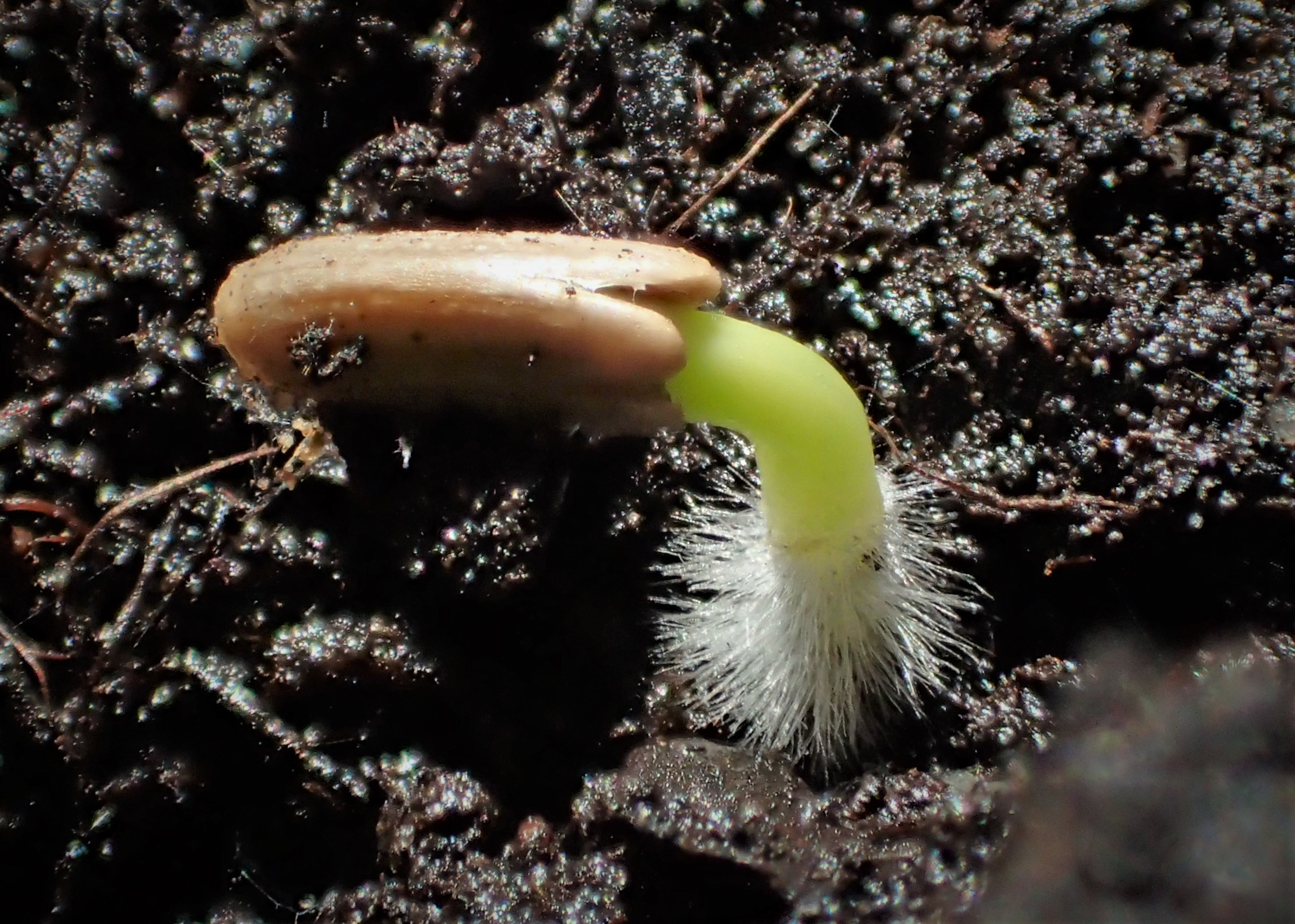
Z klíčícího semínka bodláku nícího se jako první orgán dere mladý zřetelně geotropický kořínek, na němž je patrné kořenové vlášení

### Kořen

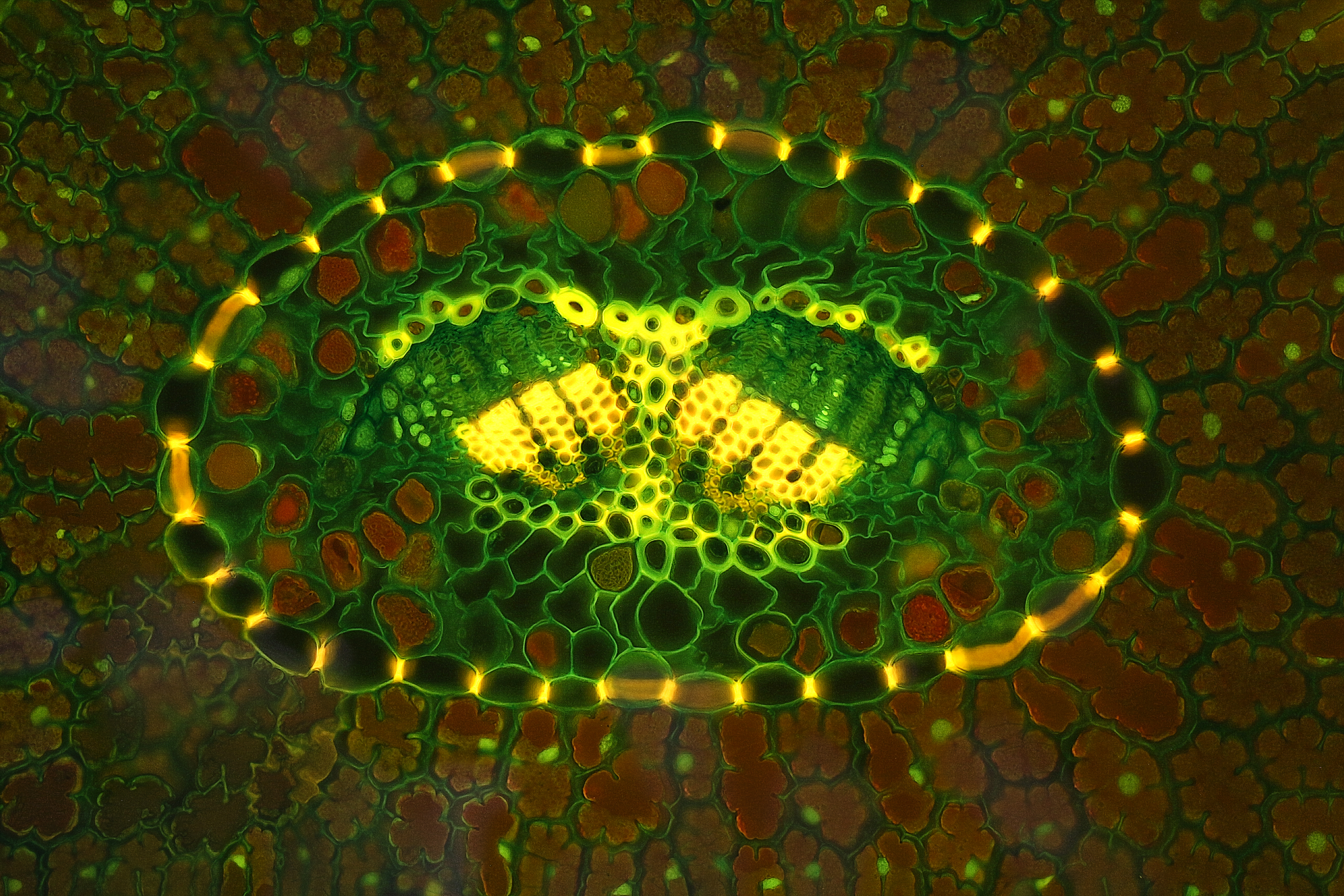
Endodermis je typická pro kořen, ale může se vyskytovat i v jiných orgánech: na obrázku je řez jehlicí borovice, kde je kolem centrální dvojice cévních svazků dobře zřetelný kruh (či spíše elipsa) endodermálních buněk se žlutě zvýrazněnými Casparyho proužky mezi nimi

Kořen je společně s původnějším stonkem a naopak evolučně mladšími listy (viz níže) jedním z komplexních vegetativních orgánů cévnatých rostlin. Ukotvuje jejich sporofyt v půdě a umožňuje mu čerpat vodu a minerální živiny. Chybí jen u některých primitivních fosilních skupin vybavených rhizoidy (které jsou mnohem jemnější: jsou tvořeny jedinou řadou buněk, případně jedinou buňkou) a u některých specializovaných rostlin, které kořen sekundárně ztratily (např. nepukalky nebo prutovkovité). Podobně jako nadzemní stonek, i kořen roste prostřednictvím dělení buněk (nebo jediné buňky) vrcholového dělivého pletiva (apikálního meristému), v tomto případě krytého kořenovou čepičkou. Povrch kořene je mnohonásobně zvětšen výběžky pokožkových buněk – kořenovým vlášením.
Uvnitř kořene se kolem centrálního válce s vodivými pletivy nachází endodermis, kontinuální válcovitá vrstva buněk, v jejichž primární buněčné stěně je na jejich styku deponována hydrofobní vrstvička bohatá ligninem a především hydrofobním suberinem. V mikroskopických preparátech lze tuto vrstvu po vhodném obarvení pozorovat jako tzv. Casparyho proužky. Důsledkem je, že vodní roztoky nasávané z půdy nemohou v oblasti endodermis pronikat dále do těla rostliny mezi buňkami (apoplastickou cestou), ale pouze skrze ně (symplastickou cestou) a podléhají tak mnohem přísnější kontrole.
Je možné, že pravý kořen s kořenovou čepičkou a dalšími typickými znaky vzniknul během evoluce cévnatých rostlin (minimálně) dvakrát nezávisle na sobě u obou jejich hlavních linií (plavuní a eufylofyt) z primitivnějšího orgánu (rhizomoidu, orgánu na pomezí plazivého oddenku a kořene) přítomného u nejstarších zástupců obou těchto skupin.

## Systematika a diverzita

### Hlavní linie cévnatých rostlin
|                  | kapradiny                                                    |
|                  |                                                              |
| semenné rostliny | \| \| nahosemenné \| \| \| \| \| \| krytosemenné \| \| \| \| |
|                  | \| \| nahosemenné \| \| \| \| \| \| krytosemenné \| \| \| \| |
|                  | nahosemenné                                                  |
|                  |                                                              |
|                  | krytosemenné                                                 |
|                  |                                                              |

|  | nahosemenné  |
|  |              |
|  | krytosemenné |
|  |              |

|                  | kapradiny                                                    |
|                  |                                                              |
| semenné rostliny | \| \| nahosemenné \| \| \| \| \| \| krytosemenné \| \| \| \| |
|                  | \| \| nahosemenné \| \| \| \| \| \| krytosemenné \| \| \| \| |
|                  | nahosemenné                                                  |
|                  |                                                              |
|                  | krytosemenné                                                 |
|                  |                                                              |

|  | nahosemenné  |
|  |              |
|  | krytosemenné |
|  |              |

|                  | kapradiny                                                    |
|                  |                                                              |
| semenné rostliny | \| \| nahosemenné \| \| \| \| \| \| krytosemenné \| \| \| \| |
|                  | \| \| nahosemenné \| \| \| \| \| \| krytosemenné \| \| \| \| |
|                  | nahosemenné                                                  |
|                  |                                                              |
|                  | krytosemenné                                                 |
|                  |                                                              |

|  | nahosemenné  |
|  |              |
|  | krytosemenné |
|  |              |

|                  | kapradiny                                                    |
|                  |                                                              |
| semenné rostliny | \| \| nahosemenné \| \| \| \| \| \| krytosemenné \| \| \| \| |
|                  | \| \| nahosemenné \| \| \| \| \| \| krytosemenné \| \| \| \| |
|                  | nahosemenné                                                  |
|                  |                                                              |
|                  | krytosemenné                                                 |
|                  |                                                              |

|  | nahosemenné  |
|  |              |
|  | krytosemenné |
|  |              |

|                  | kapradiny                                                    |
|                  |                                                              |
| semenné rostliny | \| \| nahosemenné \| \| \| \| \| \| krytosemenné \| \| \| \| |
|                  | \| \| nahosemenné \| \| \| \| \| \| krytosemenné \| \| \| \| |
|                  | nahosemenné                                                  |
|                  |                                                              |
|                  | krytosemenné                                                 |
|                  |                                                              |

|  | nahosemenné  |
|  |              |
|  | krytosemenné |
|  |              |

|                  | kapradiny                                                    |
|                  |                                                              |
| semenné rostliny | \| \| nahosemenné \| \| \| \| \| \| krytosemenné \| \| \| \| |
|                  | \| \| nahosemenné \| \| \| \| \| \| krytosemenné \| \| \| \| |
|                  | nahosemenné                                                  |
|                  |                                                              |
|                  | krytosemenné                                                 |
|                  |                                                              |

|  | nahosemenné  |
|  |              |
|  | krytosemenné |
|  |              |

|                  | kapradiny                                                    |
|                  |                                                              |
| semenné rostliny | \| \| nahosemenné \| \| \| \| \| \| krytosemenné \| \| \| \| |
|                  | \| \| nahosemenné \| \| \| \| \| \| krytosemenné \| \| \| \| |
|                  | nahosemenné                                                  |
|                  |                                                              |
|                  | krytosemenné                                                 |
|                  |                                                              |

|  | nahosemenné  |
|  |              |
|  | krytosemenné |
|  |              |

|                  | kapradiny                                                    |
|                  |                                                              |
| semenné rostliny | \| \| nahosemenné \| \| \| \| \| \| krytosemenné \| \| \| \| |
|                  | \| \| nahosemenné \| \| \| \| \| \| krytosemenné \| \| \| \| |
|                  | nahosemenné                                                  |
|                  |                                                              |
|                  | krytosemenné                                                 |
|                  |                                                              |

|  | nahosemenné  |
|  |              |
|  | krytosemenné |
|  |              |

Dnes žijící cévnaté rostliny zahrnují dvě základní vývojové linie: plavuně (lykofyty) a Euphyllophyta, kam patří všechny ostatní cévnaté rostliny, tj. kapradiny (včetně přesliček, tzv. monilofyty) a semenné rostliny (zahrnující nahosemenné a krytosemenné). Hlavní rozdíly mezi plavuněmi a eufylofyty zahrnují mimo jiné následující znaky (v tomto výčtu je uvedena výchozí, ancestrální, podoba znaků obou skupin; řada uvedených charakteristik může být během evoluce různým způsobem dále modifikována): odlišný způsob větvení kořenů (u plavuní se větví na dvě rovnocenné větve rozdělením apikálního meristému, u eufylofyt se vedlejší kořeny zakládají uvnitř staršího kořene v oblasti endodermis nebo těsně pod ní, v tzv. pericyklu), dále charakterem výtrusnic (boční a pukající příčně u plavuní, terminální a podélně pukající u eufylofyt), odlišným uspořádáním cévních svazků nebo charakterem listů, které jsou u plavuní spíše drobné a vybavené jedinou žilkou, tzv. mikrofyly neboli lykofyly, kdežto u eufylofyt jsou mohutnější a vybavené více žilkami, tzv. makrofyly čili eufyly. Nejprimitivnější fosilní zástupci linií směřujících k plavuním (zosterofylofyty) resp. eufylofytům (trimerofyty) neměli listy, což znamená, že oba výše uvedené typy listů se vyvinuly nezávisle na sobě.
Celkový počet dnes žijících druhů cévnatých rostlin se odhaduje obtížně (např. kvůli vysokému počtu synonymních jmen) a jednotlivé odhady se mezi sebou liší. Např. ve dvou recentních publikacích, které obě používají netriviální metody odhadu druhové diverzity různých skupin rostlin, je počet popsaných a platných druhů cévnatých rostlin odhadován na asi 308 000 resp. na necelých 384 000 druhů.

### Postavení v rámci vyšších rostlin
Cévnaté rostliny tvoří jednu ze dvou hlavních větví dnes žijících suchozemských (vyšších) rostlin; tou druhou jsou mechorosty. Ještě během desátých let 21. století nebyla monofylie mechorostů zřejmá (problematickou skupinou byly zejména hlevíky), ale čím dál přesvědčivěji ji potvrzují analýzy velkých objemů molekulárních dat.

## Raná evoluce cévnatých rostlin

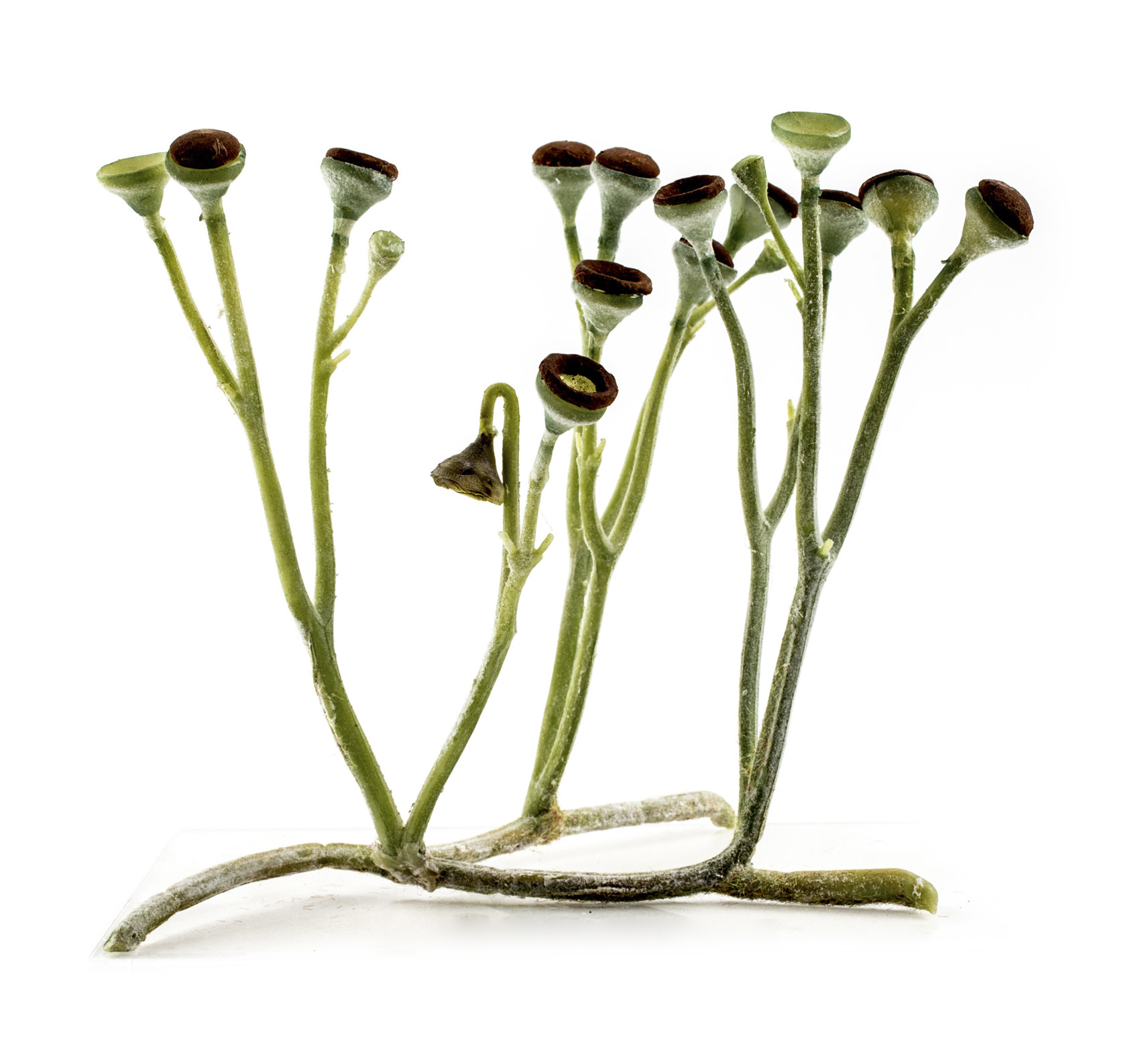
Rekonstrukce vzhledu sporofytu silurso-devonského rodu Cooksonia

### „Ryniofyty“
O nejstarších cévnatých rostlinách jsou k dispozici jen mlhavé poznatky. Nejstarším a zároveň dosti unikátním dokladem, který lze spojit s cévnatými, jsou fragmentární pozůstatky rostlinných úlomků svrchně ordovického stáří z Číny (z Ordoské plošiny), na nichž lze demonstrovat průduchy, větvené, asi 0,7 mm široké stonky a především tracheidy. Jaká byla podoba těchto rostlin bohužel není známo. Výskyt suchozemských (vyšších) rostlin na planetě dokládají hluboko do ordoviku i mikrofosilie – hlavně zkameněliny výtrusů, tzv. kryptospory. Jaké rostliny tyto spory produkovaly, a zda alespoň některé z nich patřily do příbuzenského okruhu cévnatých, je opět velmi nejasné. U některých mladších (typicky devonských) kryptospor lze prokázat jejich afinitu k polysporangiofytům, tedy rostlinám s větveným sporofytem, které jsou považovány za předchůdce cévnatých rostlin.

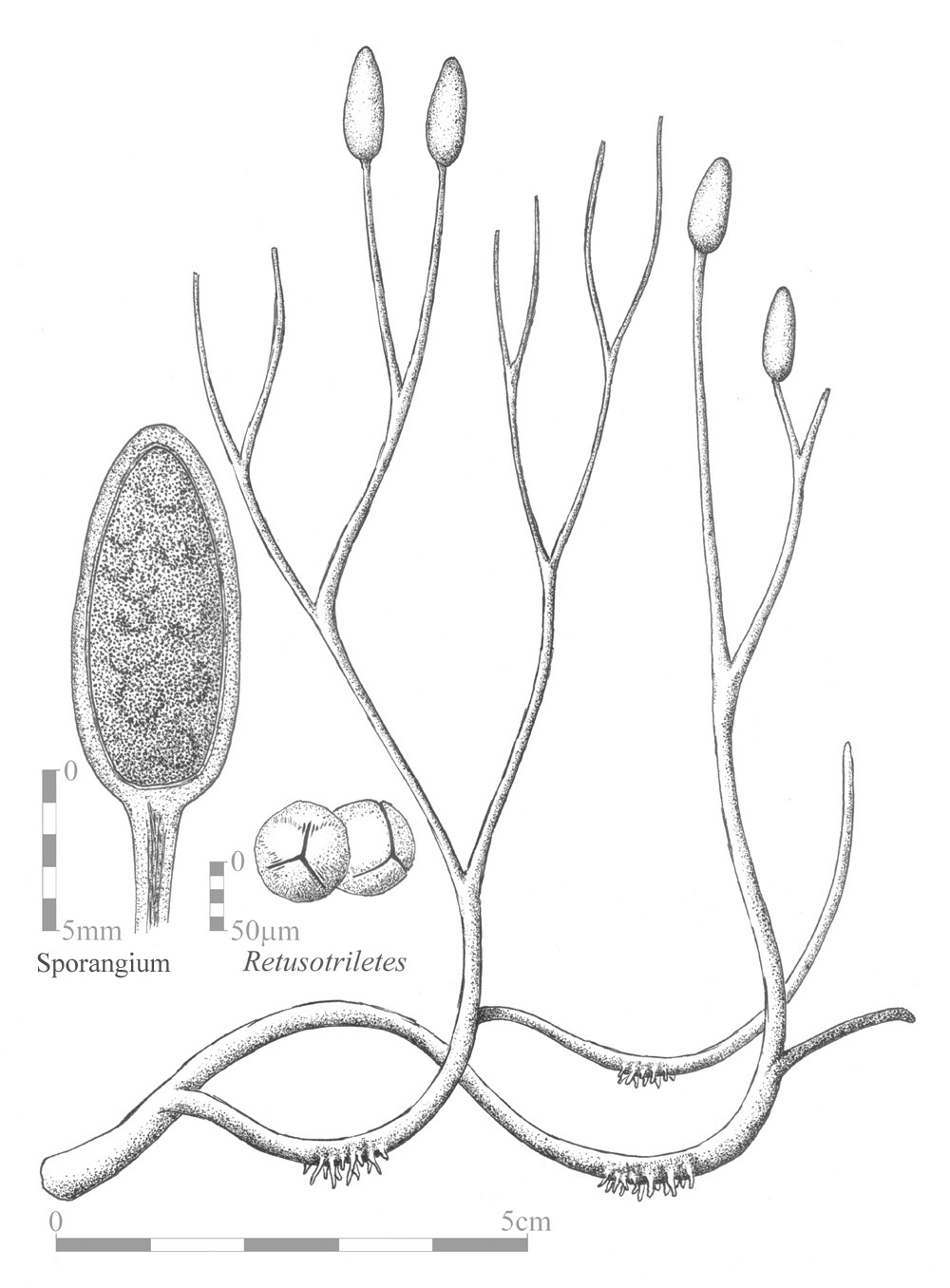
Habitus, výtrusnice a spory rostliny Aglaophyton major

Nejstarší dosud známou makrofosilií (pouhým okem dobře patrnou zkamenělinou), která může být spojována s cévnatými rostlinami (a zároveň nejstarší makrofosilií suchozemských rostlin jako takových), je Cooksonia barrandei stará asi 432 miliónů let (spodní silur), nalezená ve Středních Čechách na Berounsku (ve své době zde rostla na břehu vulkanického ostrova v prvohorním mělkém moři). Její přes 5 cm vysoký sporofyt byl jako u dalších zástupců tohoto rodu větvený a zakončený okrouhlými zploštělými výtrusnicemi. Byl vybaven průduchy a patrně byl schopen fotosyntézy. Zda měla tato rostlina v nějaké formě vyvinutá vodivá pletiva, není jasné. U některých jiných zástupců (patrně parafyletického, ne-li polyfyletického) rodu Cooksonia zřetelně vyvinutá vodivá pletiva chyběla, u některých byla naopak doložena. Příbuzenské vztahy těchto prastarých polysporangiofyt jsou nejisté. Větvení sporofytu je sice považováno za pokročilý znak, který mají společný s cévnatými rostlinami, ale vzhledem k tomu, že podle genetických studií došlo během evoluce mechorostů k redukci některých prvků jejich stavby (např. průduchů, vodivých pletiv aj.), nelze vyloučit, že prapředci mechorostů měli složitěji stavěný sporofyt a že některé polysporangiofytní rostliny mohly patřit na bázi jejich evoluční větve. Některé druhy „cooksonií“ tak mohou být zástupci kmenové linie vyšších rostlin (tj. odštěpily se ještě dříve než společný předek mechorostů a cévnatých), zatímco jiné jsou bližší cévnatým rostlinám; ještě další (C. cambrensis) jsou snad dokonce bazálními zástupci plavuní.
  

Podobně organizovanou rostlinou jako cooksonie, ale větší a s doloženými primitivními vodivými buňkami bez sekundárně ztlustlých stěn (připomínajícími hydroidy mechorostů), byl Aglaophyton major. Jeho sporofyt byl plazivý, vespod s rhizoidy, větvený, přičemž některé větve vybíhaly vzhůru do výšky asi 1–2 dm, kde byly zakončeny výtrusnicemi. Spóry, proces jejich klíčení i samčí a samičí části gametofytu aglaofytonu vybavené vodivými pletivy jsou ve fosilním materiálu dobře doloženy. Sporofyt i gametofyt byly mykorhizními symbionty hub ze skupiny Glomeromycota. Pravé tracheidy se ztlustlou, byť primitivně stavěnou sekundární stěnou nacházíme u rodu Rhynia a jeho nejbližšího příbuzenstva, tedy u „pravých“ ryniofyt – jako ryniofyty (Rhyniophyta) v širokém (parafyletickém) slova smyslu jsou však často označovány i výše uvedené rody Aglaophyton, Cooksonia a další silursko-devonské rostliny s prutovitým, vidličnatě větveným sporofytem a terminálními výtrusnicemi. Jejich významným nalezištěm (ale zdaleka ne jediným) jsou prvohorní usazeniny v okolí vesnice Rhynie ve Skotsku (odsud jejich jméno).

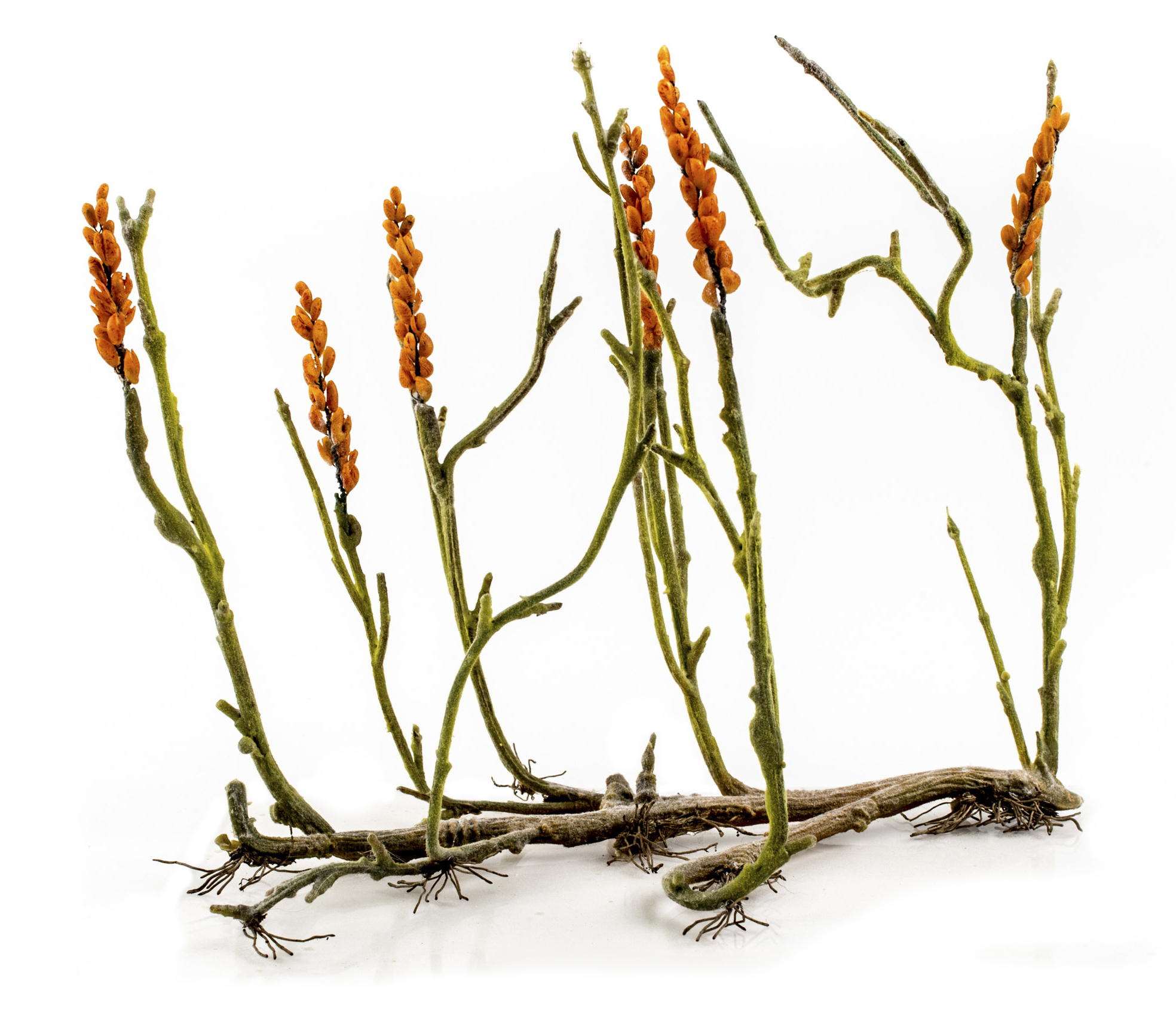
Zosterophyllum (rekonstrukce)

### „Zosterofylofyty“ a další bazální lykofyty
Skupina rostlin (snad parafyletická), z níž se vyvinula linie zahrnující fosilní i dnešní plavuně (lykofyty), se označuje jako Zosterophyllophyta. Je možné, že na bázi evoluční větve plavuní patří i některé druhy cooksonií, např. Cooksonia cambrensis, i když se tradičně do této skupiny nepočítají. Do raně devonského rodu Zosterophyllum patří rostliny s holými pruty vyrůstajícími podobně jako u ryniofyt z plazivých oddenkovitých odnoží. Na plodných prutech se v jedné či dvou řadách nacházely kratičce stopkaté, příčně pukající okrouhlé až ledvinité výtrusnice. Vodivá pletiva u nich nebyla prokázána. Některé pokročilejší lykofyty (např. Sawdonia) mají na stoncích drobné listovité výrůstky, tzv. enace, které jsou považovány za předchůdce listů plavuní. Na rozdíl od nich však nejsou vybaveny žilkou cévních svazků. V případě rodu Asteroxylon již vedou žilky těsně pod enace, u pokročilejších rodů jsou již enace plně vaskularizované (vybavené žilkou) a jde tedy již o pravé mikrofyly.

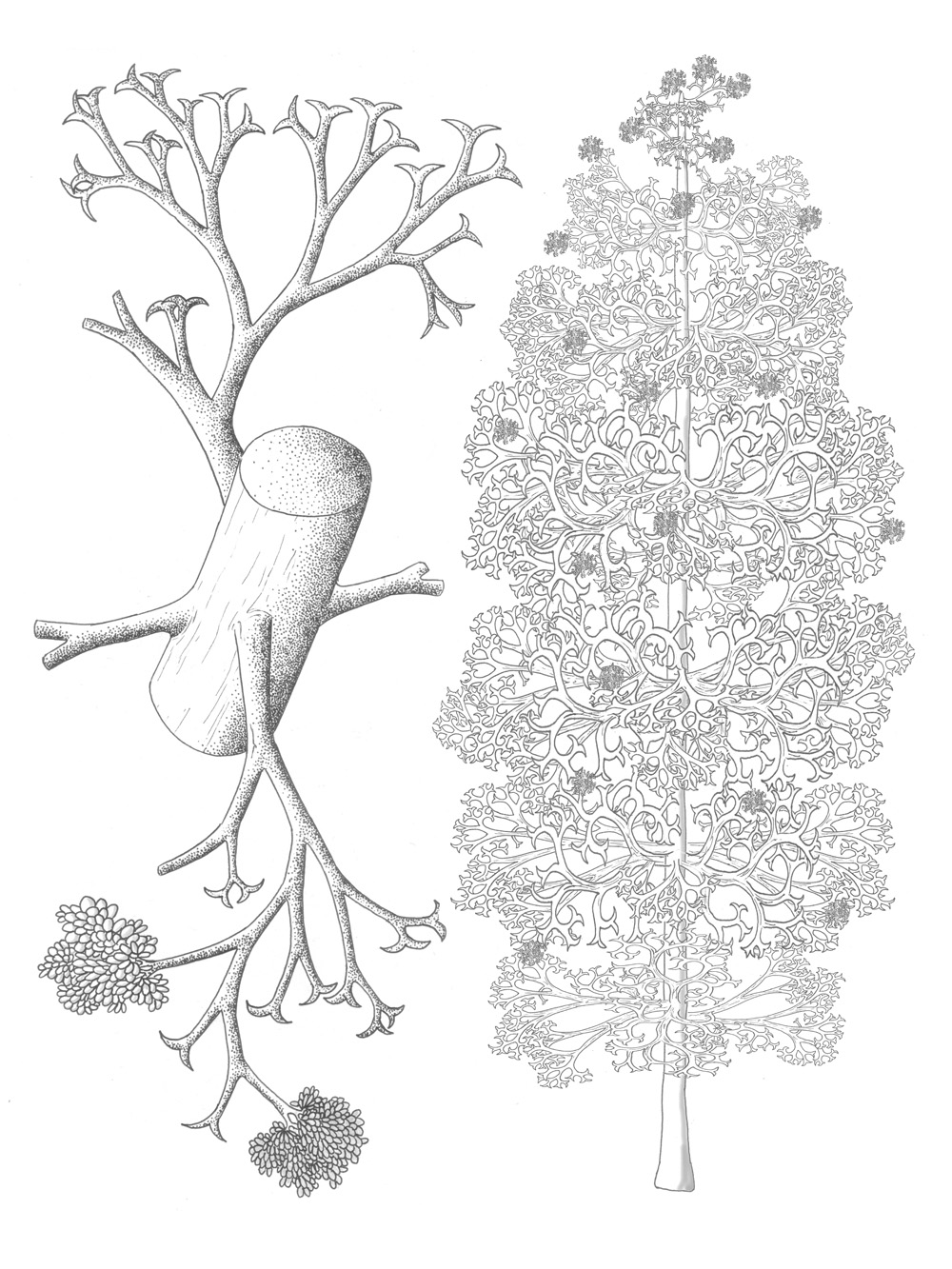
Bohatě větvená trimerofytní rostlina Pertica quadrifaria s hrozny výtrusnic

Zajímavý je silursko-devonský rod Baragwanathia, což je hustě olistěná, na tehdejší poměry dosti robustní rostlina (se stonky až několik cm v průměru a až 4 cm dlouhými tenkými lístky). Obzvláště koncem siluru šlo mezi tehdejšími ryniofyty o obra a zároveň o rostlinu nečekaně pokročilé stavby.

### „Trimerofyty“
Jako trimerofyty (nebo trimerofytofyty; Trimerophytophyta) se označují fosilní rostliny, které jsou evolučně bližší eufylofytům (a z nichž eufylofyty vznikly). Oproti ryniofytům mají komplexnější stavbu, jsou větší, vytvářejí kromě hlavního stonku také boční větve, mají mohutnější centrální válec s cévními svazky, výtrusnice nahloučené na plodných větvích nebo tracheidy stavěné pokročilejším způsobem typickým i pro rané eufylofyty. Jejich asi nejznámější zástupce je spodnodevonský několik dm vysoký Psilophyton, k hojným zástupcům patřily i bohatě větvené až metr vysoké rostliny rodu Pertica. Obývaly patrně příbřežní brakické bažiny. Během pozdního devonu a v karbonu se u postupně (paralelně u kapradin a předků semenných rostlin) vyvíjejí zploštěním, zmnožením a splynutím větévek megafyly. Jde tedy o vznik megafylů podle tzv. telomové teorie, jejíž principy (tj. vznik megafylů splynutím větévek) byly formulovány již koncem 19. stol. a dopodrobna rozpracovány německým botanikem Walterem Zimmermannem během 1. poloviny 20. století.

## Význam
Vzhledem k tomu, že cévnaté rostliny jsou nejvýznamnější skupinou suchozemských rostlin, je jejich význam pro planetární ekosystémy i pro lidstvo nedozírný a bude zde nastíněn jen ve zkratce. Cévnaté jsou dominantními druhy a hlavními primárními producenty řady ekosystémů (lesy a pralesy, stepi, savany atd.), v nichž jsou i základem většiny potravních řetězců, ale tvoří i potravinovou základnu lidstva (drtivá většina hospodářských plodin i krmných rostlin patří mezi cévnaté). Jsou zdrojem dřeva, textilních vláken, omamných látek a celé řady dalších využitelných produktů. Mohou mít i negativní význam: být jedovaté, plevelné, řada druhů se šíří na nových lokalitách jako invazní druhy atd. Dávno vymřelé prvohorní (i pozdější) cévnaté rostliny daly vzniknout ložiskům černého (resp. hnědého) uhlí, které se z velké části podílí na uspokojování energetických potřeb lidstva.

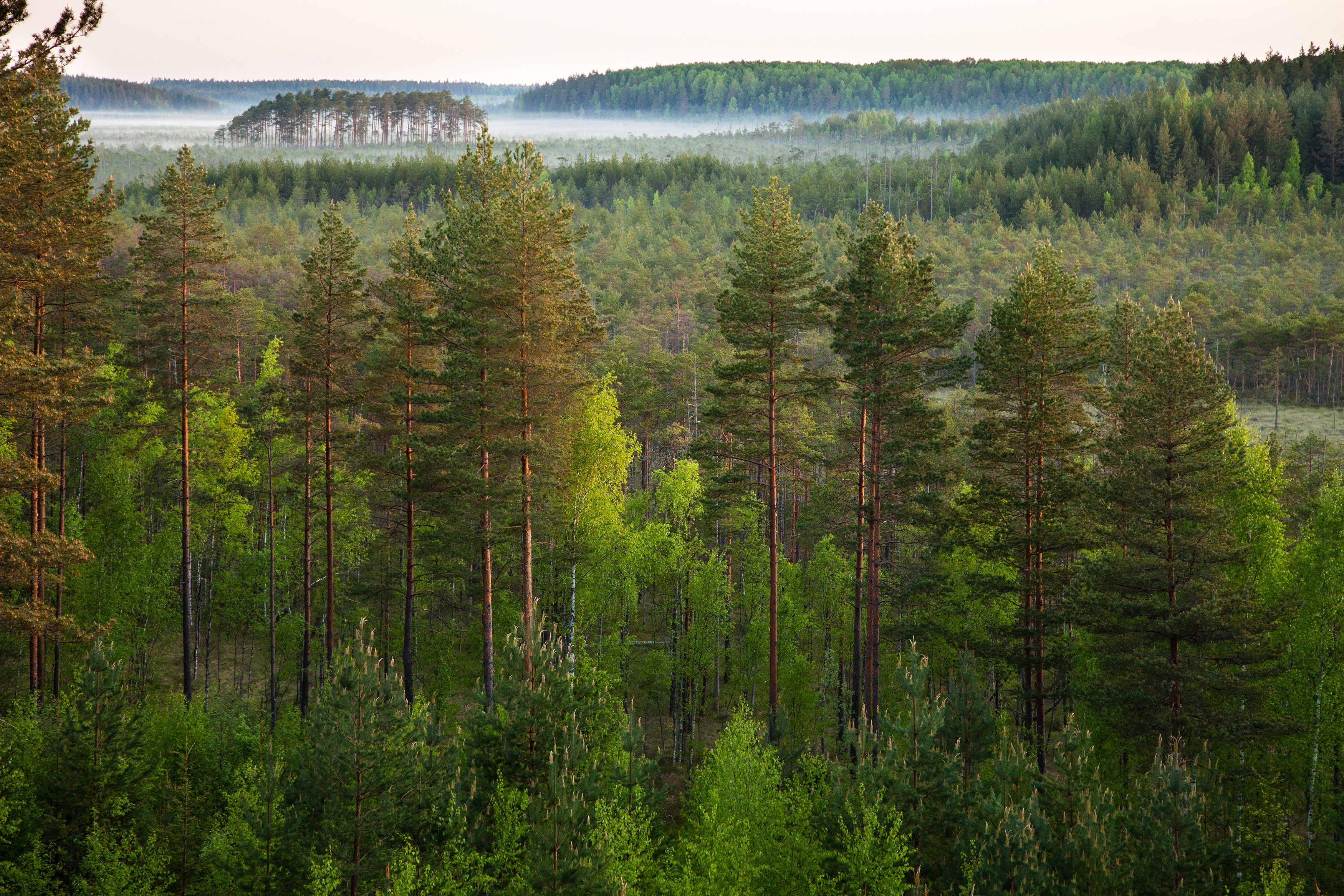
V lesích po celém světě se lze setkat s nejrůznějšími cévnatými rostlinami